# Giovanni Battista Beccaria
Giovanni Battista Beccaria (Mondovì (Itália), 3 de outubro de 1716 — Turim, 27 de maio de 1781) foi um físico italiano.

## Carreira
Ingressou na Ordem Religiosa das Escolas Pias, ou Piatistas, em 1732, onde estudou e, posteriormente, lecionou as disciplinas de gramática e retórica. Ao mesmo tempo, dedicou-se, com sucesso, ao estudo da matemática. 

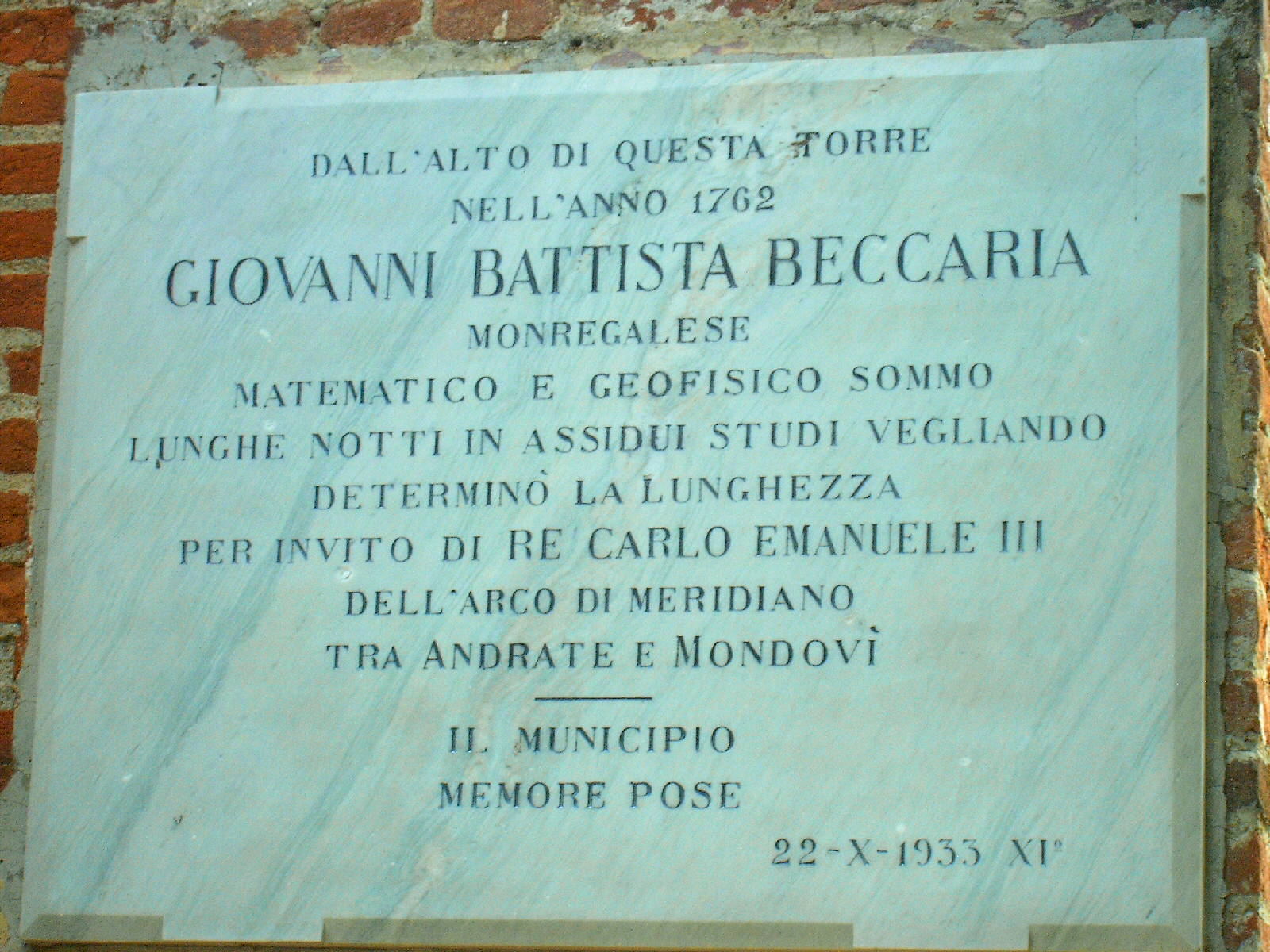
Pedra memorial para Beccaria na Torre del Belvedere em Mondovi

Tornou-se professor de física experimental, inicialmente em Palermo e então em Roma, e foi indicado a um cargo similar em Turim no ano de 1748. Foi tutor da jovem princesa de Chablais e de Carignan, e continuou a residir quase integralmente em Turim pelo resto de sua vida. Em maio de 1755, foi eleito membro da Sociedade Real de Londres e publicou diversos artigos sobre eletricidade na revista científica britânica Phil. Trans (Philosophical Transactions of the Royal Society). Em 1759, o Rei Charles Emmanuel III da Sardenha, que o convidara a Turim, contratou-o para medir o grau de um arco meridiano em Piemonte. 
Beccaria contribuiu significativamente, com experimentos e exposições, para a difusão das pesquisas sobre eletricidade de Benjamin Franklin e outros. Seu principal trabalho foi o  Treatise Dell’Elettricismo Naturale ed Artificiale (Tratado do Eletricismo Natural e Artificial), de 1753, traduzido para o inglês em 1776.

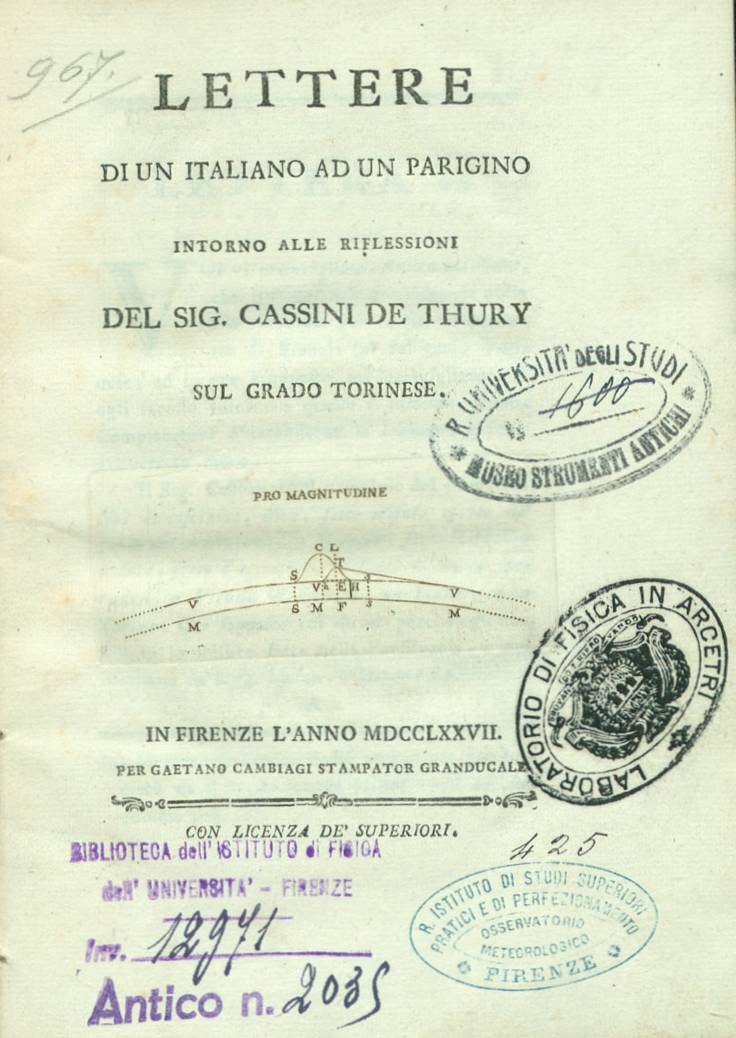
Lettere di un Italiano ad un Parigino intorno alle riflessioni del sig. Cassini de Thury sul grado torinese, 1777

## Publicações
- Experimenta atque observationes quibus electricitatis vindex late constituitur atque explicatur, 1769.
- Dell'elettricismo naturale e artificiale, 1753.
- Dell'elettricismo, 1758.
- Elettricismo artificiale (em italiano). Torino: Stamperia reale. 1772
  - Dell'elettricismo artificiale (em italiano). Vol. 1. Macerata: Antonio Cortesi. 1793
  - Dell'elettricismo terrestre e atmosferico (em italiano). Vol. 2, Macerata, Antonio Cortesi, 1793.
- Gradus Taurinensis (em latim). Torino: Stamperia reale. 1774
- Della elettricità terrestre atmosferica a cielo sereno (em italiano). Torino: [s.n.] 1775
- Lettere di un Italiano ad un Parigino intorno alle riflessioni del sig. Cassini de Thury sul grado torinese (em italiano). Firenze: Gaetano Cambiagi. 1777
- Dell'elettricismo terrestre e atmosferico (em italiano). 2. Macerata: Antonio Cortesi. 1793